# Lakeview Heights (Kentucky)
Lakeview Heights es una ciudad ubicada en el condado de Rowan en el estado estadounidense de Kentucky. En el Censo de 2010 tenía una población de 185 habitantes y una densidad poblacional de 600,24 personas por km².

## Geografía
Lakeview Heights se encuentra ubicada en las coordenadas 38°9′7″N 83°30′20″O / 38.15194, -83.50556. Según la Oficina del Censo de los Estados Unidos, Lakeview Heights tiene una superficie total de 0.31 km², de la cual 0.3 km² corresponden a tierra firme y (1.68%) 0.01 km² es agua.

## Demografía
Según el censo de 2010, había 185 personas residiendo en Lakeview Heights. La densidad de población era de 600,24 hab./km². De los 185 habitantes, Lakeview Heights estaba compuesto por el 98.38% blancos, el 0.54% eran afroamericanos, el 0.54% eran amerindios, el 0% eran asiáticos, el 0% eran isleños del Pacífico, el 0.54% eran de otras razas y el 0% pertenecían a dos o más razas. Del total de la población el 0.54% eran hispanos o latinos de cualquier raza.